# Armoriale dei dipartimenti francesi
Questa pagina contiene le armi (stemma e blasonatura) dei dipartimenti francesi.
| Stemma | Nome del dipartimento e blasonatura |
| ------ | --- |
|        | 01 Ain (armoriale dei comuni) écartelé : en 1 d'azur au lion contourné d'hermine, en 2 d'azur aux trois morailles d'or rangées en pal et au chef d'argent chargé d'un lion issant de gueules, en 3 d'azur aux trois fleurs de lys d'or et au bâton péri en bande de gueules et en 4 de gueules au lion d'hermine ; sur l'écartelé la croix tréflée d'argent. (inquartato: nel 1° d'azzurro, al leone rivoltato d'armellino; nel 2° d'azzurro, a tre mordacchie d'oro ordinate in palo, al capo d'argento caricato da un leone uscente di rosso; nel 3° d'azzurro a tre gigli d'oro col bastone scorciato in banda di rosso; nel 4° di rosso, al leone d'armellino; sull'inquartato una croce trifogliata d'argento) |
|        | 02 Aisne (armoriale dei comuni) coupé, en 1 d'or aux trois bandes d'azur et au 2 d'azur à la bande d'argent côtoyée de deux doubles cotices potencées et contre-potencées d'or ; à la fasce ondée d'argent brochant sur la partition. (troncato: nel 1° d'oro a tre bande d'azzurro; nel 2° d'azzurro, alla banda d'argento accostata da due doppie cotisse potenziate e contropotenziate d'oro; alla ondata d'argento attraversante sulla partizione) [si noti che il disegno dello stemma appare scorretto in quanto il 1° blasona d'azzurro, a cinque bande d'oro invece che d'oro a tre bande d'azzurro] |
|        | 03 Allier (armoriale dei comuni) d'azur semé de fleurs de lys d'or à la bande de gueules. (d'azzurro seminato di gigli d'oro, alla banda di rosso) |
|        | 04 Alpes-de-Haute-Provence (armoriale dei comuni) d'azur à la fleur de lys d'or surmontée d'un lambel de gueules et soutenue d'une plaine denchée de trois pièces d'argent. (d'azzurro, al giglio d'oro sormontato da un lambello di rosso e sostenuto dalla pianura dentata di tre pezzi d'argento) |
|        | 05 Hautes-Alpes (armoriale dei comuni) parti, en 1 de gueules à la croix cléchée et pommetée de douze pièces d'or et en 2 d'or au dauphin d'azur crêté, barbé, loré, peautré et oreillé de gueules; au chef d'azur semé de fleurs de lys d'or. (partito: nel 1° di rosso alla croce a chiave pomata di dodici pezzi d'oro; nel 2° d'oro, al delfino d'azzurro, crestato, barbato, alettato, codato e orecchiuto di rosso; al capo d'azzurro seminato di gigli d'oro) |
|        | 06 Alpes-Maritimes (armoriale dei comuni) d'argent à l'aigle couronnée de gueules au vol abaissé, empiétant une montagne de trois coupeaux de sable issant d'une mer d'azur mouvant de la pointe et ondée d'argent. (d'argento, all'aquila coronata di rosso col volo abbassato, afferrante un monte di tre cime di nero uscente da un mare d'azzurro movente dalla punta e ondato d'argento) |
|        | 07 Ardèche (armoriale dei comuni) d'azur semé de fleurs de lys d'or à la bordure du même chargée de huit écussons aussi d'azur. (d'azzurro seminato di gigli d'oro, alla bordura dello stesso caricata da otto scudetti del primo) |
|        | 08 Ardennes (armoriale dei comuni) d'azur à la bande d'argent côtoyée de deux doubles cotices potencées et contre-potencées d'or, au chef de gueules chargé de trois râteaux démanchés d'or ordonnés 2 et 1. (d'azzurro, alla banda d'argento accostata da due doppie cotisse potenziate e contropotenziate d'oro, al capo di rosso caricato da tre teste di rastrello d'oro) |
|        | 09 Ariège (armoriale dei comuni) d'or aux trois pals de gueules et à l'écusson d'azur chargé d'une cloche d'argent brochant sur le tout. (d'oro, a tre pali di rosso, allo scudetto d'azzurro caricato di una campana d'argento attraversante sul tutto) |
|        | 10 Aube (armoriale dei comuni) d'azur à la bande d'argent côtoyée de deux doubles cotices potencées et contre-potencées d'or, au chef ondé d'argent. (d'azzurro, alla banda d'argento accostata da due doppie cotisse potenziate e contropotenziate d'oro, al capo ondato d'argento) |
|        | 11 Aude (armoriale dei comuni) de gueules à la croix cléchée et pommetée de douze pièces d'or, à la bordure crénelée d'argent. (di rosso, alla croce a chiave pomata di dodici pezzi d'oro, alla bordura merlata d'argento) |
|        | 12 Aveyron (armoriale dei comuni) de gueules au léopard lionné d'or. (di rosso, al leopardo illeonito d'oro) |
|        | 13 Bouches-du-Rhône (armoriale dei comuni) d'or au gousset renversé d'azur chargé en cœur d'une fleur de lys du champ surmontée d'un lambel de gueules brochant sur le tout. (d'oro, al gousset rovesciato d'azzurro caricato in cuore da un giglio del campo sormontato da un lambello di rosso attraversante sul tutto) |
|        | 14 Calvados (armoriale dei comuni) coupé en ondé, en 1 d'azur plain et en 2 de gueules aux deux léopards d'or, armés et lampassés d'azur, passant l'un sur l'autre. (troncato ondato: nel 1° d'azzurro pieno; nel 2° di rosso, a due leopardi d'oro, armati e lampassati d'azzurro, passanti l'uno sull'altro) |
|        | 15 Cantal (armoriale dei comuni) d'or au gonfanon de gueules frangé de sinople, sur le tout d'azur à la bande d'or accompagnée de six coquilles d'argent. (d'oro, al gonfalone di rosso frangiato di verde; sul tutto d'azzurro alla banda d'oro accompagnata da sei conchiglie d'argento) |
|        | 16 Charente (armoriale dei comuni) coupé, en 1 d'azur aux trois fleurs de lys d'or surmontées d'un lambel d'argent et en 2 losangé d'or et de gueules ; à la devise ondée d'argent brochant sur la partition. (troncato: nel 1° d'azzurro, a tre gigli d'oro sormontati da un lambello d'argento; nel 2° losangato d'oro e di rosso; alla divisa ondata d'argento attraversante sulla partizione) |
|        | 17 Charente-Maritime (armoriale dei comuni) parti, en 1 d'azur à la mitre d'argent accompagnée de trois fleurs de lys d'or, et en 2 de gueules à la perdrix couronnée et contournée d'or. (partito: nel 1° d'azzurro, alla mitra d'argento accompagnata da tre gigli d'oro; nel 2° di rosso, alla pernice coronata e rivoltata d'oro) |
|        | 18 Cher (armoriale dei comuni) d'azur semé de fleurs de lys d'or, à la bordure engrêlée cousue de gueules, à la fasce ondée d'argent brochant sur le tout. (d'azzurro, seminato di gigli d'oro, alla bordura spinata cucita di rosso, alla fascia ondata d'argento attraversante sul tutto) |
|        | 19 Corrèze (armoriale dei comuni) écartelé, en 1 d'or aux deux lions léopardés de gueules, en 2 échiqueté de gueules et d'or de six tires, en 3 coticé d'or et de gueules de dix pièces, et en 4 d'or aux trois lionceaux d'azur armés et lampassés de gueules. (inquartato: nel 1° d'oro, a due leoni leopardati di rosso; nel 2° scaccato di rosso e d'oro di sei tiri e sei file; nel 3° cotissato d'oro e di rosso di dieci pezzi; nel 4° d'oro, a tre leoncelli d'azzurro armati e lampassati di rosso) |
|        | 2A Corse-du-Sud (armoriale dei comuni) d'argent à la tête de maure animée de sable et tortillée aussi d'argent. (d'argento, alla testa di moro illuminata di nero e attortigliata d'argento) |
|        | 2B Haute-Corse (armoriale dei comuni) d'argent à la tête de maure animée de sable et tortillée aussi d'argent. (d'argento, alla testa di moro illuminata di nero e attortigliata d'argento) |
|        | 21 Côte-d'Or (armoriale dei comuni) d'or au chef parti, en 1 d'azur semé de fleurs de lys d'or et à la bordure componée d'argent et de gueules, et en 2 bandé d'or et d'azur de six pièces et à la bordure de gueules. (d'oro, al capo partito: nel 1° d'azzurro seminato di gigli d'oro, alla bordura composta d'argento e di rosso; nel 2° bandato d'oro e d'azzurro, alla bordura di rosso) |
|        | 22 Côtes-d'Armor (armoriale dei comuni) coupé émanché d'azur et d'hermine. (troncato inchiavato d'azzurro e d'armellino) |
|        | 23 Creuse (armoriale dei comuni) d'azur semé de fleurs de lys d'or, à la bande de gueules chargée de trois léopards d'argent. (d'azzurro seminato di gigli d'oro, alla banda di rosso caricata di tre leopardi d'argento) |
|        | 24 Dordogne (armoriale dei comuni) de gueules aux trois lionceaux d'or armés, lampassés et couronnés d'azur. (di rosso, ai tre leoncelli d'oro armati, lampassati e coronati d'azzurro) |
|        | 25 Doubs (armoriale dei comuni) coupé ondé, en 1 d'azur semé de billettes d'or au lion couronné du même, armé et lampassé de gueules, issant et brochant sur le tout, et en 2 d'or à la fasce ondée d'azur. (troncato ondato: nel 1° d'azzurro plintato d'oro, al leone coronato dello stesso, armato e lampassato di rosso, uscente dalla partizione; nel 2° d'oro, alla fascia ondata d'azzurro) |
|        | 26 Drôme (armoriale dei comuni) coupé ondé, en 1 d'or au dauphin d'azur crêté, barbé, loré, peautré et oreillé de gueules, et en 2 d'azur à la fasce ondée d'argent. (troncato ondato: nel 1° d'oro, al delfino d'azzurro crestato, barbato, alettato, codato e orecchiuto di rosso; nel 2° d'azzurro, alla fascia ondata d'argento) [si noti come questo stemma corrisponda a quello del dipartimento 38, con le partizioni invertite] |
|        | 27 Eure (armoriale dei comuni) coupé, en 1 de gueules aux deux léopards d'or, et en 2 d'azur semé de fleurs de lys d'or, à la bande componé d'argent et de gueules de six pièces. (troncato: nel 1° di rosso a due leopardi d'oro; nel 2° d'azzurro seminato di gigli d'oro, alla banda composta d'argento e di rosso di sei pezzi) [la banda nel disegno appare costituita di solo cinque pezzi a causa della particolare forma dello scudo] |
|        | 28 Eure-et-Loir (armoriale dei comuni) coupé ondé, en 1 d'azur aux trois fleurs de lys d'or et au lambel d'argent, en 2 aussi d'argent aux trois chevrons de gueules. (troncato ondato: nel 1° d'azzurro, a tre gigli d'oro e al lambello d'argento; nel 2° d'argento, a tre scaglioni di rosso) |
|        | 29 Finistère (armoriale dei comuni) parti, en 1 d'or au lion contourné de sable, et en 2 d'azur au bélier saillant d'argent onglé et accorné d'or, au chef d'argent chargé de cinq mouchetures d'hermine de sable. (partito: nel 1° d'oro, al leone rivoltato di nero; nel 2° d'azzurro, all'ariete saliente d'argento unghiato e cornato di nero; al capo d'argento caricato di cinque moscature d'armellino di nero) |
|        | 30 Gard (armoriale dei comuni) de gueules à la croix cléchée et pommetée de douze pièces d'or, au chef engrêlé d'argent. (di rosso, alla croce a chiave pomata di dodici pezzi d'oro, al capo spinato d'argento) |
|        | 31 Haute-Garonne (armoriale dei comuni) de gueules à la croix cléchée et pommetée de douze pièces d'or, cantonnée de quatre otelles d'argent adossées et posées en sautoir. (di rosso, alla croce a chiave pomata di dodici pezzi d'oro, accantonata da quattro mandorle d'argento addossate e poste in decusse) |
|        | 32 Gers (armoriale dei comuni) d'argent au lion de gueules. (d'argento, al leone di rosso) |
|        | 33 Gironde (armoriale dei comuni) gironné d'argent et d'azur de huit pièces, au chef de gueules chargé d'un léopard d'or, armé et lampassé d'azur. (gheronato d'argento e d'azzurro di otto pezzi, al capo di rosso caricato di un leopardo d'oro armato e lampassato d'azzurro) |
|        | 34 Hérault (armoriale dei comuni) d'argent au tourteau de gueules chargé d'une croix cléchée et pommetée de douze pièces d'or. (d'argento, alla torta di rosso caricata di una croce a chiave pomata di dodici pezzi d'oro) |
|        | 35 Ille-et-Vilaine (armoriale dei comuni) d'hermine aux deux pals ondés d'azur. (d'armellino, a due pali ondati d'azzurro) [si noti la somiglianza con lo stemma del dipartimento 44] |
|        | 36 Indre (armoriale dei comuni) d'azur à la fasce ondée d'argent accompagnée de trois fleurs de lys d'or, à la bordure engrêlée cousue de gueules. (d'azzurro, alla fascia ondata d'argento, accompagnata da tre gigli d'oro, alla bordura spinata cucita di rosso) |
|        | 37 Indre-et-Loire (armoriale dei comuni) d'azur semé de fleurs de lys d'or à la bordure componée d'argent et de gueules. (d'azzurro seminato di gigli d'oro, alla bordura composta d'argento e di rosso) |
|        | 38 Isère (armoriale dei comuni) coupé ondé, au premier d'azur à la fasce ondée d'argent, au second d'or au dauphin d'azur crêté, barbé, loré, peautré et oreillé de gueules. (troncato ondato: nel 1° d'azzurro, alla fascia ondata d'argento; nel 2° d'oro, al delfino d'azzurro crestato, barbato, alettato, codato e orecchiuto di rosso) [si noti come questo stemma corrisponda a quello del dipartimento 26, con le partizioni invertite] |
|        | 39 Jura (armoriale dei comuni) coupé, au premier d'azur semé de billettes d'or au lion couronné du même, armé et lampassé de gueules, issant et brochant sur le tout, au second recoupé émanché de gueules et d'argent. (troncato: nel 1° d'azzurro plintato d'oro, al leone coronato dello stesso, armato e lampassato di rosso, uscente dalla partizione; nel 2° ritroncato inchiavato di rosso e d'argento) |
|        | 40 Landes (armoriale dei comuni) écartelé, au premier et au quatrième d'azur aux trois fleurs de lys d'or, au deuxième et au troisième de gueules au léopard d'or armé et lampassé d'azur. (inquartato: nel 1° e nel 4° d'azzurro, a tre gigli d'oro; nel 2° e 3° di rosso, al leopardo d'oro armato e lampassato d'azzurro) |
|        | 41 Loir-et-Cher (armoriale dei comuni) coupé ondé, au premier d'azur aux deux fleurs de lys d'or surmontées d'un lambel d'argent, au second aussi d'or à la fleur de lys aussi d'azur. (troncato ondato: nel 1° d'azzurro, a due gigli d'oro sormontati da un lambello d'argento; nel 2° d'oro, al giglio d'azzurro) [si poteva blasonare anche : troncato ondato d'azzurro e d'oro a tre gigli dell'uno nell'altro, al lambello d'argento in capo] |
|        | 42 Loire (armoriale dei comuni) de gueules au dauphin d'or. (di rosso, al delfino d'oro) |
|        | 43 Haute-Loire (armoriale dei comuni) de gueules au senestrochère d'argent mouvant d'une nuée d'azur au flanc dextre et tenant une crosse d'or, senestré d'un dextrochère aussi d'argent mouvant d'une nuée d'azur au flanc senestre et tenant une épée d'argent garnie d'or, à la bordure engrêlée d'argent. (di rosso, al sinistrocherio d'argento movente da una nuvola d'azzurro nel fianco destro e tenente un pastorale d'oro, sinistrato da un destrocherio del primo movente da una nuvola d'azzurro nel fianco sinistro tenente una spada d'argento guarnita d'oro, alla bordura spinata d'argento) |
|        | 44 Loire-Atlantique (armoriale dei comuni) d'hermine à la fasce ondée d'azur. (d'armellino, alla fascia ondata d'azzurro) [si noti la somiglianza con lo stemma del dipartimento 35] |
|        | 45 Loiret (armoriale dei comuni) d'azur à la devise ondée d'argent accompagnée de trois fleurs de lys d'or, le tout surmonté d'un lambel aussi d'argent. (d'azzurro, alla divisa ondata d'argento accompagnata da tre gigli d'oro, il tutto sormontato da un lambello d'argento) |
|        | 46 Lot (armoriale dei comuni) de gueules au pont de six arches d'argent, maçonné de sable, posé sur des ondes d'azur mouvant de la pointe, sommé de cinq tourelles aussi d'argent, maçonnées de sable, ouvertes du champ, surmontées de cinq fleurs de lys d'or. (di rosso, al ponte di sei archi d'argento, murato di nero, posto su onde d'azzurro moventi dalla punta, cimato da cinque torrette del secondo, murate di nero, aperte del campo, sormontate da cinque gigli d'oro) |
|        | 47 Lot-et-Garonne (armoriale dei comuni) de gueules au léopard d'or armé et lampassé d'azur, accompagné de deux burelles ondées d'argent, l'une en chef et l'autre en pointe. (di rosso, al leopardo d'oro armato e lampassato d'azzurro, accompagnato da due burelle ondate d'argento, una in capo e l'altra in punta) |
| Lozère | 48 Lozère (armoriale dei comuni) parti, au premier d'azur semé de fleurs de lys d'or, au second aussi d'or aux quatre pals de gueules. (partito: nel 1° d'azzurro seminato di gigli d'oro; nel 2° d'oro, a quattro pali di rosso) |
|        | 49 Maine-et-Loire (armoriale dei comuni) parti, au premier mi-parti d'azur aux trois fleurs de lys d'or et à la bordure cousue de gueules, au second aussi d'azur à la croix patriarcale de gueules bordée d'or. (partito: nel 1° semipartito d'azzurro, a tre gigli d'oro alla bordura cucita di rosso; nel 2° d'azzurro, alla croce patriarcale di rosso bordata d'oro) |
|        | 50 Manche (armoriale dei comuni) parti ondé d'azur et de gueules aux deux léopards d'or, armés et lampassés d'azur, passant l'un sur l'autre et brochant sur la partition. (partito ondato d'azzurro e di rosso, a due leopardi d'oro armati e lampassati d'azzurro, passanti l'uno sull'altro e attraversanti sulla partizione) |
|        | 51 Marne (armoriale dei comuni) d'azur à la fasce d'argent côtoyée de deux doubles burelles potencées et contre-potencées d'or. ( d'azzurro, alla fascia d'argento accostate da due doppie burelle potenziate e contropotenziate d'oro) |
|        | 52 Haute-Marne (armoriale dei comuni) d'azur au pal d'argent côtoyé de deux doubles vergettes potencées et contre-potencées d'or. ( d'azzurro, al palo d'argento accostato da due doppie verghette potenziate e contropotenziate d'oro) |
|        | 53 Mayenne (armoriale dei comuni) d'azur au léopard d'or soutenu de deux fleurs de lys du même, à la bordure cousue de gueules, au pal ondé d'hermine brochant sur le tout. (d'azzurro, al leopardo d'oro sostenuto da due gigli dello stesso, alla bordura cucita di rosso, al palo ondato d'armellino attraversante sul tutto) |
|        | 54 Meurthe-et-Moselle (armoriale dei comuni) d'or à la bande de gueules chargée de trois alérions d'argent, côtoyée de deux filets ondés d'azur. (d'oro, alla banda di rosso caricata da tre alerioni d'argento, accostata da due filetti ondati d'azzurro) |
|        | 55 Meuse (armoriale dei comuni) d'azur semé de croisettes recroisetées au pied fiché d'or aux deux bars adossés du même brochant sur le tout. (d'azzurro seminato di crocette ricrociate pieficcate d'oro, a due barbi addossati dello stesso attraversanti sul tutto) |
|        | 56 Morbihan (armoriale dei comuni) coupé ondé d'hermine et d'azur. (troncato ondato d'armellino e d'azzurro) |
|        | 57 Moselle (armoriale dei comuni) écartelé : au premier de gueules au dextrochère de carnation vêtu d'azur mouvant d'une nuée d'argent, tenant une épée du même garnie d'or et accostée de deux cailloux aussi d'or, au deuxième d'or à la bande de gueules chargée de trois alérions d'argent, au troisième d'azur semé de croisettes recroisetées au pied fiché d'or aux deux barbeaux adossés du même brochant sur le tout, au quatrième burelé d'argent et d'azur de dix pièces au lion à la queue fourchée de gueules passée en sautoir, armé, lampassé et couronné d'or ; sur le tout parti d'argent et de sable. (inquartato: nel 1° di rosso, al destrocherio di carnagione vestito d'azzurro movente da una nuvola d'argento, tenente una spada dello stesso guarnita d'oro ed accostata da due sassi pure d'oro; nel 2° d'oro, alla banda di rosso caricata da tre alerioni d'argento; nel 3° d'azzurro seminato di crocette ricrociate pieficcate d'oro, a due barbi addossati dello stesso attraversanti sul tutto; nel 4° burellato d'argento e d'azzurro di dieci pezzi, al leone di rosso con la coda forcata e passata in decusse, armato, lampassato e coronato d'oro; sul tutto partito d'argento e di nero) |
|        | 58 Nièvre (armoriale dei comuni) bandé d'or et d'azur de six pièces à la bordure engrêlée de gueules. (bandato d'oro e d'azzurro, alla bordura spinata di rosso) |
|        | 59 Nord (armoriale dei comuni) d'or au lion de sable, armé et lampassé de gueules. (d'oro, al leone di nero armato e lampassato di rosso) |
|        | 60 Oise (armoriale dei comuni) taillé : au premier d'or aux trois bandes d'azur, au second aussi d'azur semé de fleurs de lys d'or ; à la barre d'argent brochant sur la partition. (tagliato: nel 1° d'oro a tre bande d'azzurro; nel 2° d'azzurro seminato di gigli d'oro; alla sbarra d'argento attraversante sulla partizione) |
|        | 61 Orne (armoriale dei comuni) coupé : au premier de gueules aux deux léopards d'or armés et lampassés d'azur, passant l'un sur l'autre, au second d'azur aux trois fleurs de lys d'or brisé d'une bordure de gueules chargée de huit besants d'argent. (troncato: nel 1° di rosso, a due leopardi d'oro armati e lampassati d'azzurro, passanti l'uno sull'altro; nel 2° d'azzurro, a tre gigli d'oro, brisato da una bordura di rosso caricata di otto bisanti d'argento) |
|        | 62 Pas-de-Calais (armoriale dei comuni) d'azur semé de fleurs de lys d'or et brisé en chef d'un lambel de gueules de trois pendants chargés chacun de trois petits châteaux aussi d'or rangés en pal, à la bordure du même chargée de trois tourteaux de gueules. (d'azzurro seminato di gigli d'oro e brisato in capo da un lambello di rosso di tre pendenti ciascuno caricato da tre piccoli castelli d'oro ordinati in palo, alla bordura dello stesso caricata da tre torte di rosso) |
|        | 63 Puy-de-Dôme (armoriale dei comuni) d'or au gonfanon de gueules frangé de sinople, sur le tout aussi d'or au griffon coupé de gueules et de sinople. ('d'oro, al gonfalone di rosso frangiato di verde |
|        | 64 Pyrénées-Atlantiques (armoriale dei comuni) écartelé : au premier de gueules aux chaînes d'or posées en orle, en croix et en sautoir, chargées en cœur d'une émeraude au naturel, au deuxième d'or aux deux vaches de gueules, accornées, colletées et clarinées d'azur, passant l'une sur l'autre, au troisième parti : au I d'or au lion de gueules tenant de sa dextre un dard du même posé en barre, au II d'azur à la fleur de lys d'or, au quatrième de gueules au lion d'or. (inquartato: nel 1° di rosso, alle catene d'oro poste in orlo, in croce e in decusse, caricate in cuore da uno smeraldo al naturale; nel 2° d'oro, a due vacche di rosso, cornate, collarinate e sonagliate d'azzurro, passanti l'una sull'altra; nel 3° partito: nel I d'oro, al leone di rosso tenente nella destra un dardo dello stesso posto in sbarra, nel II d'azzurro, al giglio d'oro; nel 4° di rosso, al leone d'oro) |
|        | 65 Hautes-Pyrénées (armoriale dei comuni) d'or aux deux lions léopardés de gueules, armés et lampassés d'azur, passant l'un sur l'autre. (d'oro, a due leoni illeoparditi di rosso armati e lampassati d'azzurro, passanti l'uno sull'altro) |
|        | 66 Pyrénées-Orientales (armoriale dei comuni) d'or aux quatre pals de gueules. (d'oro, a quattro pali di rosso) |
|        | 67 Bas-Rhin (armoriale dei comuni) de gueules à la bande d'argent côtoyée de deux cotices fleuronnées du même. (di rosso, alla banda d'argento accostata da due cotisse gigliate dello stesso) |
|        | 68 Haut-Rhin (armoriale dei comuni) de gueules à la bande d'or accompagnée de six couronnes du même, trois en chef et trois renversées en pointe. (di rosso, alla banda d'oro accompagnata da sei corone dello stesso, tre in capo e tre rovesciate in punta) |
|        | 69 Rhône (armoriale dei comuni) parti : au premier de gueules au lion à la queue contournée d'argent et au chef cousu d'azur chargé de trois fleurs de lys d'or, au second d'or au lion de sable armé et lampassé de gueules brisé d'un lambel de cinq pendants du même. (partito: nel 1° di rosso, al leone d'argento dalla coda rivoltata e al capo cucito d'azzurro caricato di tre gigli d'oro; nel 2° d'oro, al leone di nero armato e lampassato di rosso, brisato da un lambello di cinque pendenti dello stesso) |
|        | 70 Haute-Saône (armoriale dei comuni) d'azur semé de billettes d'or au lion couronné du même, armé et lampassé de gueules, tenant entre ses pattes antérieures un croissant d'argent, brochant sur le tout ; au chef ondé cousu de gueules chargé d'une fasce aussi ondée d'argent. (d'azzurro plintato d'oro, al leone coronato dello stesso armato e lampassato di rosso, tenente fra le zampe anteriori un crescente d'argento, attraversante sul tutto; al capo ondato cucito di rosso, caricato da una fascia ondata d'argento) |
|        | 71 Saône-et-Loire (armoriale dei comuni) d'or aux deux pals ondés d'azur, au chef parti : au premier d'azur semé de fleurs de lys d'or et à la bordure componée d'argent et de gueules, au second bandé d'or et d'azur de six pièces et à la bordure de gueules. (d'oro, a due pali ondati d'azzurro, al capo partito: nel 1° d'azzurro seminato di gigli d'oro, alla bordura composta d'argento e di rosso; nel 2° bandato d'oro e d'azzurro, alla bordura di rosso) |
|        | 72 Sarthe (armoriale dei comuni) d'azur semé de fleurs de lys d'or à la bordure cousue de gueules chargée au canton dextre d'un lion d'argent. (d'azzurro seminato di gigli d'oro, alla bordura cucita di rosso, caricata nel canton destro da un leone d'argento) |
|        | 73 Savoie (armoriale dei comuni) d'azur chaussé d'argent, à l'écusson cousu de gueules chargé d'une croix aussi d'argent. (d'azzurro calzato d'argento, allo scudetto cucito di rosso caricato di una croce d'argento) |
|        | 74 Haute-Savoie (armoriale dei comuni) d'argent chappé d'azur, à l'écusson de gueules chargé d'une croix du champ. (d'argento mantellato d'azzurro, allo scudetto cucito di rosso caricato di una croce del campo) [lo stemma riporta solo lo scudetto e non il campo d'argento mantellato d'azzurro] |
|        | 75 Paris (Stemma di Parigi) de gueules à la nef équipée et habillée d'argent voguant sur des ondes du même mouvant de la pointe, au chef cousu d'azur semé de fleurs de lys d'or. (di rosso, alla nave fornita e armata d'argento, vogante su onde dello stesso moventi dalla punta, al capo cucito d'azzurro seminato di gigli d'oro) |
|        | 76 Seine-Maritime (armoriale dei comuni) de gueules à la fasce ondée d'argent, accompagnée de deux léopards d'or, armés et lampassés d'azur. (di rosso, alla fascia ondata d'argento, accompagnata da due leopardi d'oro armati e lampassati d'azzurro) |
|        | 77 Seine-et-Marne (armoriale dei comuni) d'azur semé de fleurs de lys d'or aux deux fasces ondées d'argent brochant sur le tout. (d'azzurro seminato di gigli d'oro, a due fasce ondate d'argento) |
|        | 78 Yvelines (armoriale dei comuni) d'azur semé de fleurs de lys d'or aux deux bandes ondées d'argent brochant sur le tout. (d'azzurro seminato di gigli d'oro, a due bande ondate d'argento) |
|        | 79 Deux-Sèvres (armoriale dei comuni) de gueules aux deux burelles ondées d'argent, accompagnées de cinq tours d'or ordonnées 2, 1 et 2. (di rosso, a due burelle ondate d'argento, accompagnate da cinque torri d'oro ordinate 2, 1 e 2) |
|        | 80 Somme (armoriale dei comuni) écartelé : au premier et au quatrième d'azur aux trois fleurs de lys d'or, au deuxième et au troisième de gueules aux trois lionceaux d'or ; à la devise ondée d'argent brochant en fasce sur la partition. (inquartato: nel 1° e 4° d'azzurro, a tre gigli d'oro; nel 2° e 3° di rosso, a tre leoncelli d'oro; alla divisa ondata d'argento attraversante in fascia sulla partizione) |
|        | 81 Tarn (armoriale dei comuni) d'or au chef-pal de gueules chargé d'une croisette cléchée et pommetée de douze pièces du champ. (d'oro, al capo-palo di rosso caricato da una crocetta a chiave e pomata di dodici pezzi d'oro) |
|        | 82 Tarn-et-Garonne (armoriale dei comuni) coupé : au premier de gueules au léopard d'or armé et lampassé d'azur, au second aussi de gueules à la croix cléchée et pommetée de douze pièces d'or. (troncato: nel 1° di rosso, al leopardo d'oro armato e lampassato d'azzurro; nel 2° di rosso alla croce a chiave e pomata di dodici pezzi d'oro) |
|        | 83 Varo (armoriale dei comuni) d'azur chaussé d'or à la fleur de lys du même surmontée d'un lambel de gueules. (d'azzurro, calzato d'oro, al giglio dello stesso sormontato da un lambello di rosso) |
|        | 84 Vaucluse (armoriale dei comuni) écartelé : au premier de gueules aux clefs de Saint Pierre passées en sautoir, l'une d'or et l'autre d'argent, au deuxième d'azur à la fleur de lys d'or surmontée d'un lambel de gueules, au troisième d'azur à la branche d'oranger fruitée de trois pièces d'or, tigée et feuillée de sinople, au chef d'or chargé d'un huchet d'azur embouché, virolé et enguiché de gueules, au quatrième aussi de gueules aux trois clefs d'or posées en fasce et rangées en pal. (inquartato: nel 1° di rosso, alle chiavi di San Pietro passate in decusse, l'una d'oro e l'altra d'argento; nel 2° d'azzurro, al giglio d'oro sormontato da un lambello di rosso; nel 3° d'azzurro, al ramo d'arancio fruttato di tre pezzi d'oro, gambuto e fogliato di verde, al capo d'oro caricato da un corno da caccia d'azzurro imboccato, guarnito e legato di rosso; nel 4° di rosso, a tre chiavi d'oro poste in fascia e ordinate in palo) |
|        | 85 Vendée (armoriale dei comuni) d'argent au double cœur vidé, couronné et croiseté de gueules, à la bordure componée d'azur à la fleur de lys d'or et de gueules au château donjonné de trois tourelles aussi d'or. (d'argento, al doppio cuore vuoto, coronato e crociato di rosso, alla bordura composta d'azzurro al giglio d'oro e di rosso al castello torricellato di tre torrette d'oro) |
|        | 86 Vienne (armoriale dei comuni) de gueules au pal ondé d'argent, accompagné de cinq châteaux donjonnés de trois tourelles d'or, ordonnés en sautoir et brochant sur le tout. (di rosso, al palo ondato d'argento, accompagnato da cinque castellitorricellati di tre torri d'oro, ordinati in decusse e attraversanti sul tutto) |
|        | 87 Haute-Vienne (armoriale dei comuni) d'hermine à la bordure de gueules, à la fasce ondée d'azur brochant sur le tout. (d'armellino, alla bordura di rosso, alla fascia ondata d'azzurro attraversante sul tutto) |
|        | 88 Vosges (armoriale dei comuni) d'argent mantelé de sinople aux trois sapins arrachés de l'un et de l'autre, au chef d'or chargé d'une cotice de gueules surchargée de trois alérions d'argent. (d'argento cappato di verde a tre abeti sradicati dell'uno nell'altro, al capo d'oro caricato da una cotissa di rosso a sua volta caricata da tre alerioni d'argento) |
|        | 89 Yonne (armoriale dei comuni) d'or au pairle d'azur, au chef parti : au premier d'azur semé de fleurs de lys d'or et à la bordure componée d'argent et de gueules, au second bandé d'or et d'azur de six pièces et à la bordure de gueules. (d'oro, alla pergola d'azzurro, al capo partito: nel 1° d'azzurro seminato di gigli d'oro, alla bordura composta d'argento e di rosso; nel 2° bandato d'oro e d'azzurro, alla bordura di rosso) |
|        | 90 Territoire-de-Belfort (armoriale dei comuni) d'azur aux trois jumelles d'or, à la tour crénelée, couverte et girouettée d'or, ajourée et ouverte du champ, maçonnée de sable, brochant sur le tout. (d'azzurro, a tre gemelle in fascia d'oro, alla torre merlata, coperta e con ventarola d'oro, finestrata e aperta del campo, murata di nero, attraversante sul tutto) |
|        | 91 Essonne (armoriale dei comuni) d'azur à la bande ondée d'argent, accompagnée en chef d'un besant éclatant de dix huit rais chargés de vingt trois besants de taille très inférieure et en pointe d'un semé de fleurs de lys, le tout d'or. (d'azzurro, alla banda ondata d'argento, accompagnata in capo da un bisante scintillante di diciotto raggi caricati da ventitré bisanti di dimensioni molto minori, e in punta da un seminato di gigli, il tutto d'oro) |
|        | 92 Hauts-de-Seine (armoriale dei comuni) parti : au premier d'azur à la fleur de lys d'or, au second de gueules à la nef équipée et habillée d'argent ; au chef aussi d'argent chargé d'une fasce ondée d'azur. (partito: nel 1° d'azzurro, al giglio d'oro; nel 2° di rosso, alla nave fornita e armata d'argento; al capo d'argento, caricato da una fascia ondata d'azzurro) |
|        | 93 Seine-Saint-Denis (armoriale dei comuni) coupé : au premier d'azur semé de fleurs de lys d'or, au second de gueules au vol d'aronde ployé d'argent embrassant trois épis de blé d'or ordonnés en évantail ; à la roue d'engrenage d'argent brochant sur la partition. (troncato: nel 1° d'azzurro seminato di gigli d'oro; nel 2° di rosso, al volo di rondine piegato d'argento che racchiude tre spighe di grano d'oro ordinate a ventaglio; alla ruota d'ingranaggio d'argento attraversante sulla partizione) |
|        | 94 Val-de-Marne (armoriale dei comuni) d'azur semé de fleurs de lys d'or et chaussé du même au chevron renversé et ondé d'argent brochant sur le semé. (d'azzurro seminato di gigli d'oro, calzato d'oro, allo scaglione rovesciato e ondato d'argento attraversante sul seminato) |
|        | 95 Val-d'Oise (armoriale dei comuni) de gueules à la cotice en barre ondée d'argent accompagnée en chef d'un alérion d'or et en pointe d'une croisette ancrée du même, à la bordure cousue d'azur chargée de dix fleurs de lys aussi d'or. (di rosso, alla cotissa in sbarra ondata d'argento, accompagnata in capo da un alerione d'oro e in punta da una crocetta ancorata dello stesso, alla bordura cucita d'azzurro caricata di dieci gigli d'oro) |

## Armi comuni (che compaiono come punti dell'arme in più stemmi)

Francia antica (d'azzurro, disseminato di gigli d'oro)
Francia moderna (d'azzurro, ai tre gigli d'oro)
Bretagna (d'ermellino pieno)
Aragona (d'oro, ai quattro pali di rosso)
Lorena (d'oro, alla banda di rosso, caricata di tre alerioni d'argento)
Champagne antica (d'azzurro, alla banda d'argento, accostata da due doppie gemelle (cotisse) potenziate e contro-potenziate d'oro)
Linguadoca (di rosso, alla croce vuota pomettata di dodici pezzi d'oro)
Delfinato di Vienne (d'oro, al delfino d'azzurro, crestato, orecchiuto, barbato, alettato e caudato di rosso)
Normandia (di rosso, ai due leopardi d'oro, lampassato e armato d'azzurro)
Gheldria (d'azzurro, plintato d'oro, al leone coronato dello stesso, armato e lampassato di rosso)